# Tristano e Isotta

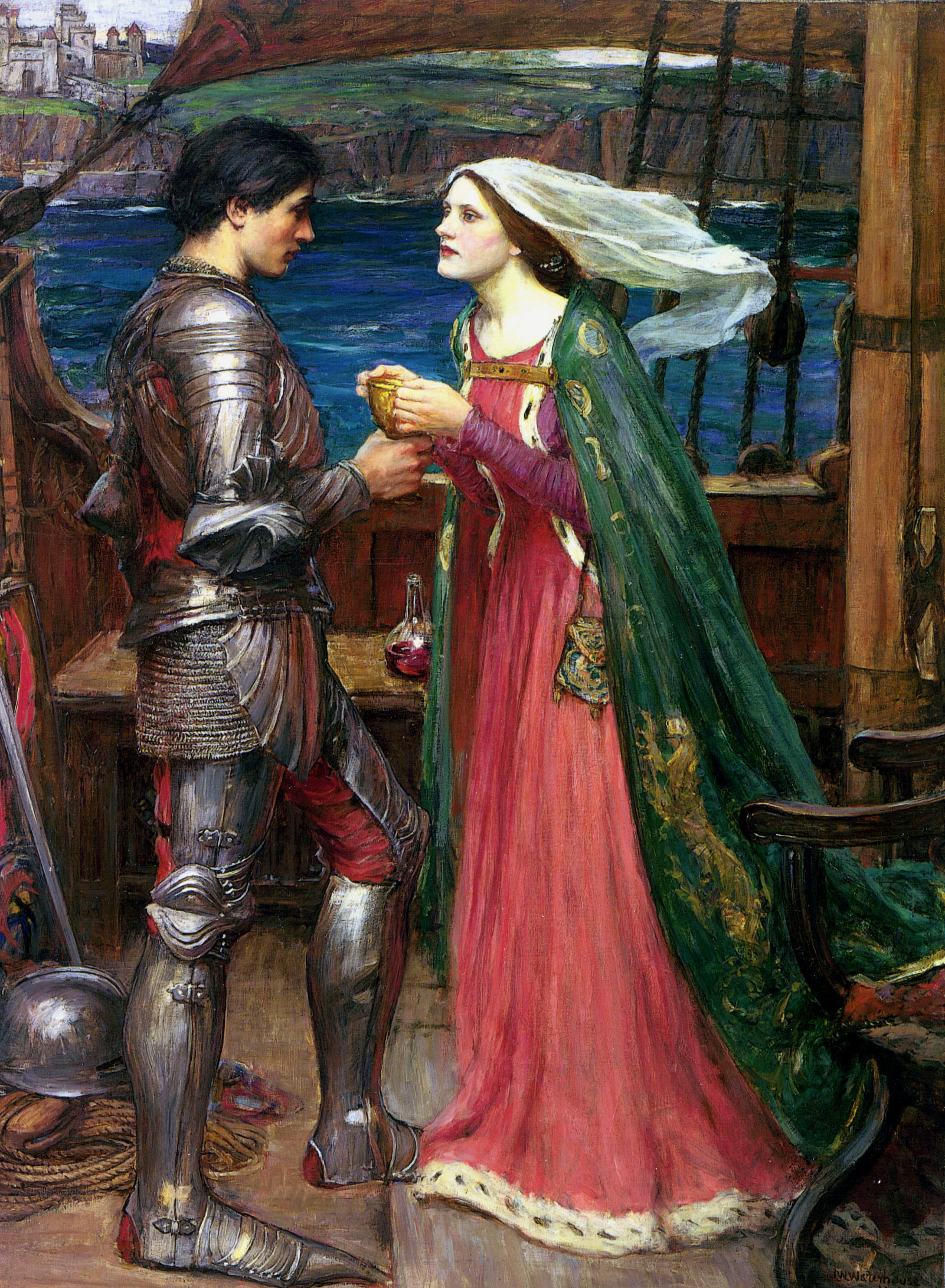
Tristano e Isotta con la Pozione, quadro dipinto da John William Waterhouse (1916 circa).

La storia di Tristano e Isotta è probabilmente uno dei più famosi miti arturiani nati durante il Medioevo. Espressione dei temi più noti dell'amor fol, esso fu popolarissimo e continua tuttora a ispirare le opere più disparate: la sua origine è celtica, ma le prime redazioni sono state realizzate da poeti normanni.

## Leggenda
Tristano, figlio di Rivalen perde entrambi i genitori in età giovanile. Secondo alcune teorie, infatti, l'etimologia del nome ("triste") rimanderebbe alla morte di parto della madre di Tristano. Lui infatti è stato cresciuto dallo zio, re Marco di Cornovaglia, presso la corte Tintagel in Cornovaglia. Diventato un giovane guerriero, Tristano parte per l'Irlanda per cercare di sconfiggere il mostro Morholt, fratello del re d'Irlanda e zio d'Isotta, che ogni anno chiede come tributo il sacrificio umano di 300 ragazzi e ragazze. Nonostante riesca a uccidere il gigante, Tristano resta ferito a causa della spada avvelenata utilizzata da Morholt. Torna nuovamente in Cornovaglia dallo zio Marco, ma non riuscendo a guarire in seguito alle complicazioni della ferita chiede di essere posto su una piccola barca solo con la sua arpa.
Sbarca dunque sulle coste dell'Irlanda, dove viene accolto e curato da Isotta la Bionda, che, pur non conoscendo il suo vero nome dal momento che Tristano si presenta col nome Tantris (anagramma di Tristan), si prende cura di lui. Tristano, una volta guarito, torna a Tintagel. Pressato a sposarsi per garantire al trono una successione, re Marco decide di prendere in moglie colei cui appartiene un capello d'oro portato da un uccello sulla sua finestra. Tristano, consapevole del fatto che quel capello biondo appartiene a Isotta, parte per l'Irlanda. Il padre d'Isotta, nel frattempo, decide di dare in sposa sua figlia a colui che avesse sconfitto e ucciso un terribile drago. Tristano riesce nell'impresa e Isotta riconosce in lui l'assassino dello zio, dal momento che alla spada di Tristano manca una parte della lama, trovata interamente nel cranio di Morholt.
Rinuncia tuttavia a vendicarsi e accoglie la richiesta di sposare re Marco per sanare le rivalità tra i due regni; s'imbarca dunque con Tristano verso la Britannia. Intanto la regina d'Irlanda affida all'ancella Brangania il compito di preparare un filtro magico, da far bere ai due sposi la notte delle nozze.
Durante la navigazione, però, Brangania dà per errore il filtro (pozione) magico a Tristano per placare la sua sete e quest'ultimo, successivamente, lo offre a Isotta. Un'altra versione della storia dice che una pietra magica li fece innamorare. I due cadono così preda dell'amore. Isotta sposa comunque Marco, facendosi sostituire da Brangania per la consumazione del matrimonio.
Seguono mesi di amori clandestini, di trucchi e menzogne, durante cui i due innamorati rischiano costantemente di essere scoperti dai baroni invidiosi. Un nano malvagio, buffone del re, tenta di farli cogliere sul fatto durante un loro appuntamento notturno nel verziere, ma Tristano si accorge della presenza del re nascosto tra le fronde di un pino e riesce ad avvertire Isotta, che inscena un dialogo del tutto innocente. Scoperti e condannati a morte, i due riescono a fuggire e si rifugiano nella foresta del Morrois. Scoperti dal re Marco, Tristano viene esiliato e decide di tornare nella sua terra natale, il Sudgalles, dove resta un anno. Non sopportando di vivere lontano dalla sua amata, torna nuovamente in Cornovaglia e si rifugia nella foresta.
Durante il suo soggiorno, gli giunge voce che tutti i cavalieri sono stati convocati presso la corte di Tintagel, così Tristano pensa che la regina Isotta dovrà necessariamente percorrere quella strada per recarsi alla corte e decide di lasciarle un indizio incidendo il suo nome su un ramo di un albero di nocciolo. Isotta, molto scaltra e abituata a simili sotterfugi, nota la presenza del bastone e, dopo essersi allontanata dal corteo, si ricongiunge finalmente col suo amato. Dopo quest'episodio, Tristano si reca nuovamente nel Galles, dove sposa Isotta dalle Bianche Mani, con cui tuttavia non consuma il matrimonio dal momento che l'amore provato per Isotta la Bionda gli impedisce di unirsi fisicamente con la rispettiva moglie.
Nel frattempo l'innocenza della regina è continuamente messa in dubbio dai baroni malvagi, inducendola a reclamare un'ordalia. Tristano si reca alla cerimonia travestito e aiuta la regina.
Più volte ancora Tristano si reca segretamente in Cornovaglia travestito. Una volta l'accompagna il cognato Caerdino (Kaherdin), che offeso per l'ingiuria fatta da Tristano alla sorella (non aveva consumato il matrimonio con Isotta dalle Bianche Mani) vuole vedere coi suoi occhi la bellezza di Isotta la Bionda e l'intensità del suo amore. I due così fanno pace e Caerdino si proclama amante dell'ancella della regina Isotta la Bionda.
Ferito gravemente durante una spedizione, Tristano capisce che solo Isotta la Bionda può guarirlo e la manda a chiamare, chiedendo che vengano messe vele bianche alla nave con cui verrà se lei accetta di venire e nere se si rifiuta. Ella accetta, ma la sposa di Tristano, avendo scoperto il loro amore, gli riferisce che le vele sono nere. Credendosi abbandonato da Isotta, Tristano si lascia morire. La donna, arrivata troppo tardi presso di lui, muore di dolore a sua volta. Pentita per le conseguenze tragiche della sua menzogna, Isotta dalle Bianche Mani rimanda i corpi in Cornovaglia, facendoli seppellire insieme.

### Personaggi

#### Principali
- Tristano e Isotta (Tristan e Iseut o Yseult);
- Marco (Marc'h o Mark), re di Cornovaglia, zio di Tristano, per cui sembra provare un profondo affetto, come anche per la moglie Isotta; è sempre in bilico tra la fiducia nella moglie e nel nipote e i consigli dei baroni malvagi, ma finisce col perdonare Isotta, prima riammettendola a corte e poi seppellendola insieme all'amante.
- Brangania (Brangien), ancella irlandese d'Isotta, sua confidente e aiutante, anche se Isotta all'inizio teme che la denunci e tenta di farla uccidere.
- Frocin (/fro'sɛn/), nano e buffone del re, nemico degli amanti che tenta a più riprese di denunciare, è causa della loro cattura e fuga nella foresta di Morrois; viene ucciso da re Marco per averlo ingiuriato.
- Isotta dalle Bianche Mani, moglie di Tristano che egli sposa perché il suo nome e la sua bellezza gli ricordano Isotta la Bionda. Vittima inconsapevole di un destino che non la riguarda, è causa, col suo inganno, della morte degli amanti, avendo fatto credere a Tristano che Isotta non sarebbe venuta a guarirlo.

#### Secondari

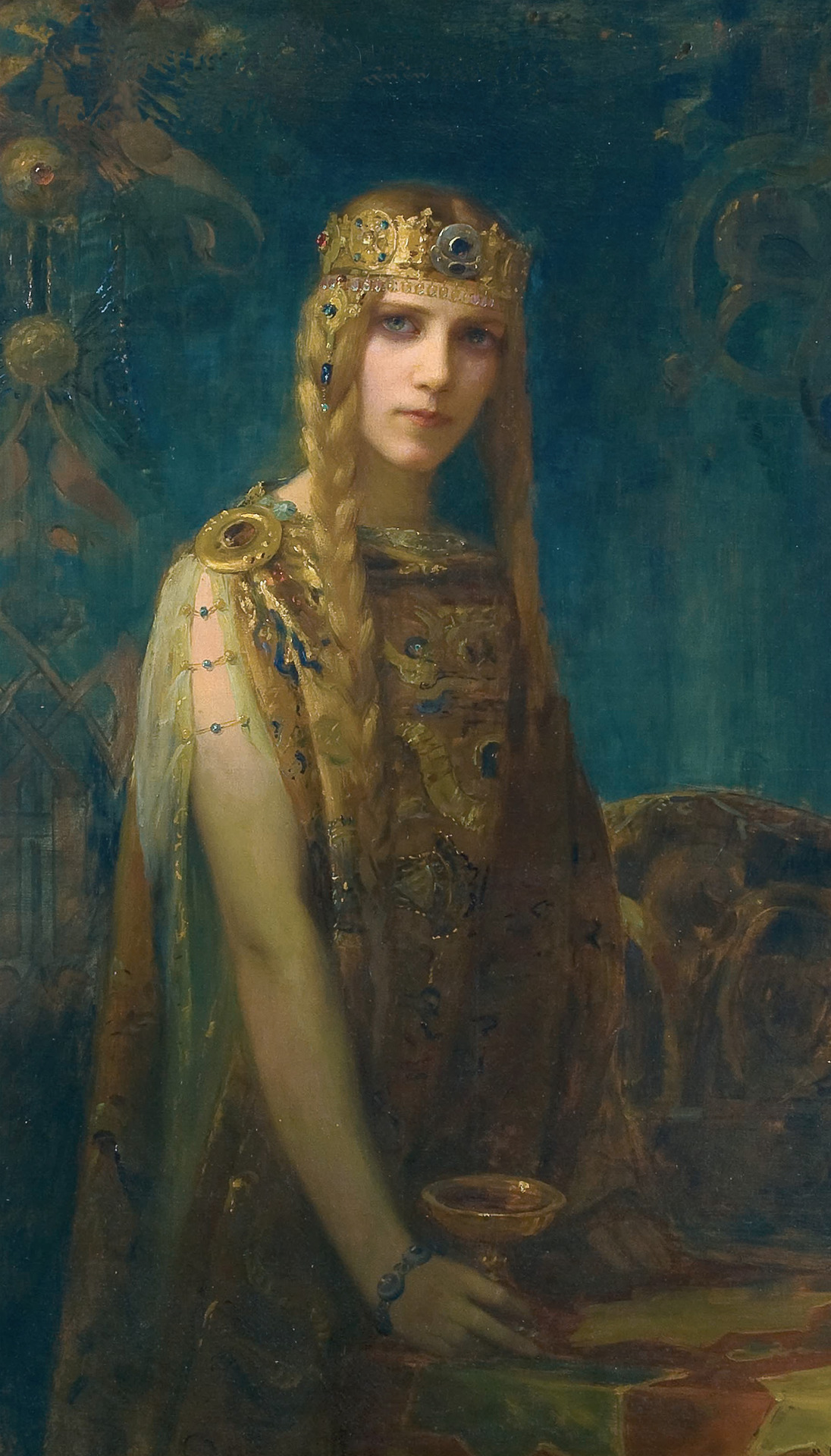
Isotta, principessa celtica, illustrazione di Gaston Bussière (1911).

- Rivalen, re di Lyonesse, padre di Tristano, viene ucciso prima della sua nascita; nelle successive fonti, il padre di Tristano sarà il più famoso re Meliodas.
- Biancofiore (Bleunwenn), sorella di re Marco, madre di Tristano, muore poco dopo il parto. Nelle successive fonti la madre di Tristano sarà Elisabetta (chiamata anche Isabella) di Cornovaglia.
- Moroldo (Morholt), gigante fratello del re d'Irlanda, è incaricato di riscuotere un tributo umano sulla Cornovaglia; viene affrontato da Tristano, che lo uccide, ma rimane ferito da una scheggia avvelenata della sua spada.
- Gormond, re d'Irlanda, padre d'Isotta.
- Isotta, regina d'Irlanda, madre d'Isotta e maga.
- Ogrin, eremita che vive nella foresta di Morrois, aiuta gli amanti durante la loro vita nella foresta e li esorta al pentimento.
- Caerdino (Kaeraddin), fratello d'Isotta dalle Bianche Mani, amico di Tristano e amante di Brangania.
- Hoël, duca di Bretagna, padre di Caerdino e d'Isotta dalle Bianche Mani.

## Le origini del mito

### Le prime testimonianze celtiche

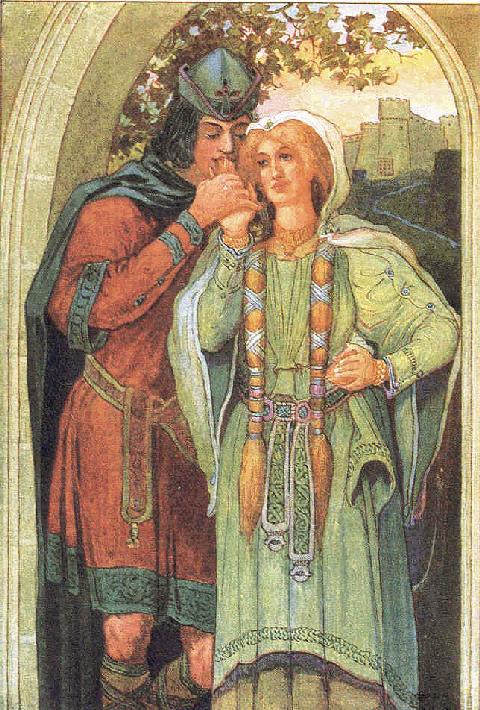
La separazione di Tristano e della bella Isotta, di Louis Rhead (1858–1926).

Alcune fonti parlano di un re pitta di nome Drust o Drostan, dal significato di "impetuoso", figlio di Talorc, vissuto in Scozia intorno all'anno 780. Tra l'VIII e il IX secolo, e cioè durante l'epoca carolingia, al nome di questo re fu collegata la leggenda di un eroe che avrebbe liberato dal tributo umano un paese lontano, venendo ricompensato con la mano della principessa. Un nome simile, Drystan o Trystan, compare in alcune triadi gallesi: qui l'eroe è amante della regina Essylt, moglie di March (in bretone "cavallo"), figlio di Meirchiawn.
A queste due testimonianze si possono aggiungere altre influenze, questa volta sul piano letterario, riguardo a un paio di Mabinogion, sempre originarie del Galles, che fanno menzione di Marco e Tristano; un aithed del folklore irlandese poi narra la storia di Gráinne e Diarmaid: Gráinne era moglie del capo clan e gettò un incantesimo sul nipote Diarmaid per costringerlo a fuggire nei boschi insieme a lei, diventando amanti. Dalla Bretagna invece deriverebbe il motivo della lotta contro il drago, tipico nelle fiabe di tradizione orale.
Altri critici hanno identificato un'ulteriore fonte del mito nella leggenda irlandese di Deirdre e Naisi.

### L'influenza dei romanzi antichi
Anche se la fonte primaria del mito è legata alle leggende celtiche, si possono comunque stabilire delle relazioni coi romanzi antichi. Vi sarebbe legato in particolare il romanzo di Tommaso d'Inghilterra, dal momento che le sue caratteristiche più originali rispetto alla versione comune di Béroul, come la grande presenza di monologhi e di commenti del narratore, sembrano derivare dalla materia antica. Questi sono alla base di una riflessione sull'amore che si sviluppa nel romanzo, che inoltre sviluppa maggiormente la storia di Tristano dalla sua nascita, avvicinandosi quindi ai racconti biografici.
Elementi della leggenda derivati dalla materia classica sarebbero inoltre il filtro d'amore, citato nei Remedia Amoris di Ovidio, e molti tratti della figura di Tristano che lo accomunano all'eroe Teseo (entrambi lottano con dei mostri e in entrambi è presente il motivo delle vele bianche e delle vele nere).

### I rapporti con la tradizione cortese

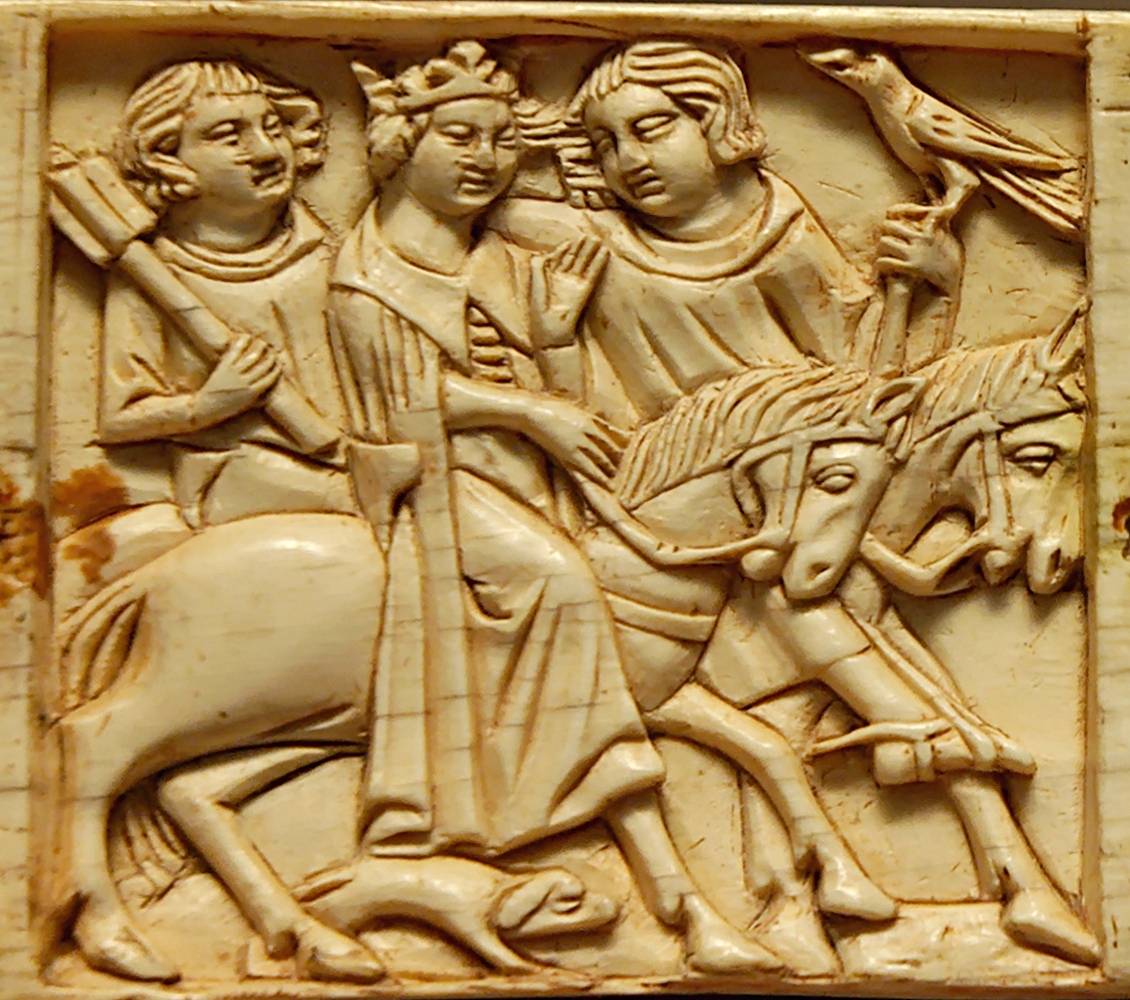
Coppia a cavallo, dettaglio da un pannello d'avorio su Tristano e Isotta (Parigi, 1340–1350).

La presenza della locuzione fin amor ("amore perfetto", con cui i poeti designavano l'amore cortese) nel manoscritto di Béroul e di una vera e propria analisi dell'amore in Tommaso potrebbero indurre in errore portando a un affrettato parallelismo tra la storia di Tristano e Isotta e il romanzo cortese. Le differenze sono però molte: al culto del desiderio e dell'amore, visto come forza di vita e spinta alla perfezione, della tradizione cortese, la storia di Tristano e Isotta oppone un desiderio devastante, fonte di dolore più che di elevazione spirituale e vera e propria forza di morte, in quanto il loro amore non può portarli che alla morte.
Il confronto più efficace può farsi con la coppia di Lancillotto e Ginevra, in cui la dama è sempre superiore all'uomo, che per lei è disposto a tutto pur di essere degno del suo amore (fin'anche a umiliarsi, come nel romanzo di Chrétien de Troyes Lancillotto o il cavaliere della carretta) e il cui amore è perfettamente integrato nella società: l'amore di Tristano e Isotta si pone invece in costante sfida nei confronti della società, rendendo impossibile una conciliazione dei valori morali e sociali con quelli dell'amore, e connotandosi più come amore-passione (dal latino patior, cioè "soffrire" e "subire": in effetti i due amanti sembrano più vittime del filtro che li soggioga e si nota in Béroul una preoccupazione costante a giustificare le colpe degli amanti, rendendoli innocenti di fatto e colpevolizzando unicamente l'amore).

### I motivi fiabeschi e popolari
Numerosi elementi del mito si ritrovano come motivi delle più popolari fiabe della tradizione orale; tra questi:
- La bella dai capelli d'oro, descrizione canonica della "bella principessa" delle fiabe di tutta Europa, che s'intreccia qui con un elemento di origine egiziana: il faraone si innamora della bella eroina trovando un suo capello, qui paragonato, ovviamente, all'ebano.
- La sostituzione della sposa: la principessa non può consumare il matrimonio col re per tema che si accorga della sua perduta verginità; si fa allora sostituire da un'ancella, che però l'indomani si rifiuta di restituirle il posto provocando l'avventura.
- La fanciulla perseguitata: la regina incarica un servo di ucciderla e gli chiede, come prova, il cuore della fanciulla; il servo, impietosito, porta alla regina il cuore di un qualche animale (cfr. Biancaneve).
- I rami che si allacciano sulla tomba degli amanti e ricrescono se solo si tenta di potarli o tagliare le piante: chiara metafora dell'amore che dura oltre la morte.
- La lotta col drago (o col mostro): presente in numerosissime storie, dall'Antichità al Medioevo ai giorni nostri (cfr. Perseo, san Giorgio ecc.); in particolare si ritrova in altre fiabe la vicenda causata da un impostore, che vuole ottenere la mano della principessa al posto dell'eroe fornendo come prova la testa del mostro che ha tagliato dal cadavere dopo che il vero uccisore si era allontanato; all'ultimo momento l'eroe torna ed esibisce la lingua del mostro, riuscendo così a far riconoscere la legittimità della sua richiesta.

Al folklore popolare e in particolare celtico si può attribuire la grande rilevanza della magia, molto presente nella vicenda: la regina d'Irlanda e sua figlia Isotta, per esempio, sono entrambe maghe e guaritrici.
Una delle raffigurazioni più antiche, databile tra il XII e XIII secolo, della storia d'amore di Tristano e Isotta è stata rinvenuta in una sacristia del Duomo di Como (2009) in un manufatto arazziale venuto alla luce in occasione dell'apertura dell'arca Volpi (una preziosissima urna con piastre d'argento in rilievo commissionata dall'omonimo vescovo). Si tratta di una piccola borsa a forma trapezoidale, forse un sacchetto in uso per la raccolta delle elemosine, con scene istoriate e mappe sferiche pendenti. "Un autentico tesoro, un esemplare unico del suo genere", commenta l'ufficio per i beni culturali della diocesi di Como e la curatrice del Museo del Tessuto della Fondazione Ratti. Sullo sfondo rosso, le raffigurazioni sono ben delineate.

## Un mito dell'amore

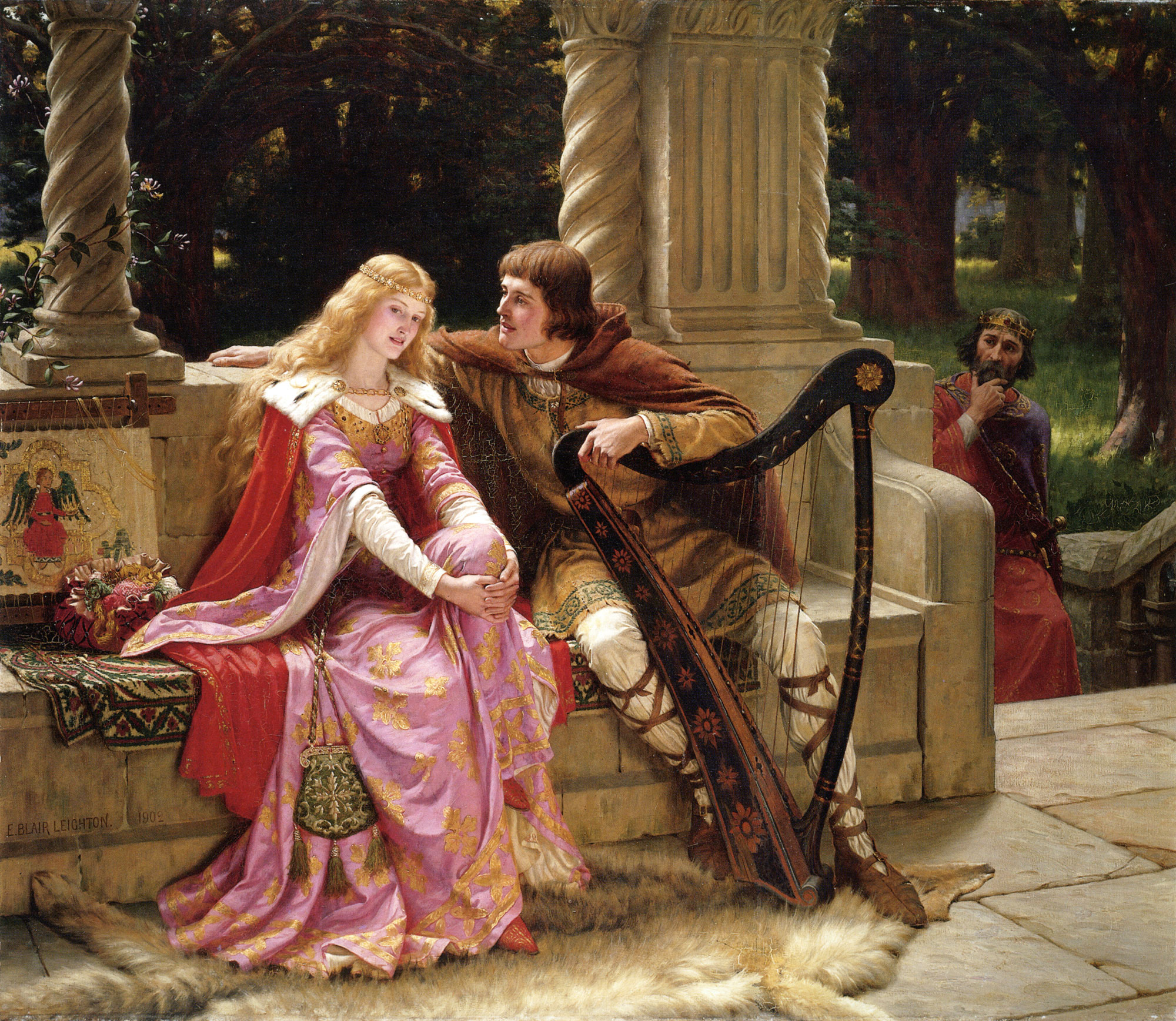
Tristano e Isotta, opera di Edmund Blair Leighton.

Il mito s'interroga sulle cause e sulle conseguenze dell'amore, inquadrato in una società di cui trasgredisce tutte le leggi razionali, morali e sociali. I poeti sono consci della natura provocatoria della vicenda, tanto che tentano spesso di ridimensionarla o d'integrarla in modo accettabile nella società, anche abolendo qualsiasi problematica etica. Ma nelle prime versioni della leggenda, il mito si presenta in modo inevitabile come incarnazione di un ideale amoroso, quello della fol amor o dell'amore fatale fondato sul dolore; fin dalla situazione iniziale, esso si connota negativamente: mette in scena l'adulterio, l'incesto e il tradimento del legame feudale; qualsiasi vita gli amanti scelgano (all'interno della società, costretti a continue menzogne e travestimenti); all'esterno della società, durante la vita nella foresta; separati), essi falliscono e sono condannati all'infelicità; l'unica via d'uscita possibile per loro è la morte. In questo esso si contrappone alla tematica dell'amore cortese, incarnata dalla coppia Lancillotto-Ginevra; e questo ne segna anche l'atemporalità, la sopravvivenza nell'immaginario: se l'amore cortese è legato alla società medievale e può essere capito solo al suo interno, il mito di Tristano e Isotta si pone al di fuori, tanto da essere oggetto di continue riprese, dai romantici fino ai giorni nostri. Secondo Denis de Rougemont, infatti, esso rappresenta una concezione dell'amore tipica del mondo occidentale, contrapponendosi alla letteratura del resto del mondo nell'invenzione di un sentimento reciproco ed infelice — concezione, questa, che ha dato origine alle più celebri storie d'amore della nostra cultura, come Romeo e Giulietta, Piramo e Tisbe ecc.
In generale si assiste, nel susseguirsi dei testi e delle differenti versioni, a un appiattimento delle problematiche etiche e sociali poste dagli amanti: nel Tristano in prosa, per esempio, gli episodi amorosi si perdono nella sterminata successione di avventure cavalleresche, e il re Marco viene ridotto a codardo traditore in opposizione all'eroe cortese Tristano. Il protagonista viene così integrato nella geste dei cavalieri della Tavola Rotonda, e anzi il suo stesso amore non è più segnato dal dolore, ma gode invece di lunghi periodi di felicità: questa tendenza è presente già nei primi testi come quello di Tommaso d'Inghilterra, nel quale la vita nella foresta, dura e insostenibile in Béroul, assume caratteristiche idilliache. Più tardi Tristano viene reso maggiormente accettabile anche dal punto di vista della moralità cristiana, integrandolo nelle avventure della ricerca del Graal.
La critica moderna si è interrogata sulle valenze simboliche di singoli episodi del mito, come quello del perdono concesso da re Marco quando egli trova gli amanti nella foresta, addormentati ma vestiti, e separati dalla spada di Tristano: gli oggetti che il re lascia per segnalare la sua venuta sono stati visti come simboli di perdono, o meglio come richiami al rituale di investitura feudale (la spada, il guanto, l'anello. Ma più in generale la rivalità tra i due uomini è vista come primo segnale del fallimento cui è destinato il rapporto vassallatico medievale.
Si è visto nel matrimonio con Isotta dalle Bianche Mani il profilarsi del motivo, molto presente nella letteratura dei secoli XII e XIII, dell'uomo tra due donne: tale motivo è lungamente sviluppato da Tommaso d'Inghilterra, che "classifica" anche i protagonisti delle due coppie in base al grado di felicità data dal possedere l'amore spirituale o l'amore fisico: Marco, per esempio, ha solo il corpo di Isotta, ed è quindi considerato più felice di Isotta dalle Bianche Mani che non ha né il cuore né il corpo del marito.
Anche il linguaggio è stato frutto di analisi, per esempio nei giuramenti ambigui che costellano la vicenda (come quello di Isotta che, dopo aver guadato un fiumiciattolo in groppa a Tristano travestito da pellegrino, si sottopone serenamente all'ordalia giurando di non aver mai avuto tra le gambe altro uomo che il marito e quel pellegrino del fiume); le continue menzogne degli amanti li pongono in una situazione di sovversivi, in una cultura che considera tutt'uno la parola e l'oggetto.

## I testi

### Le prime trascrizioni

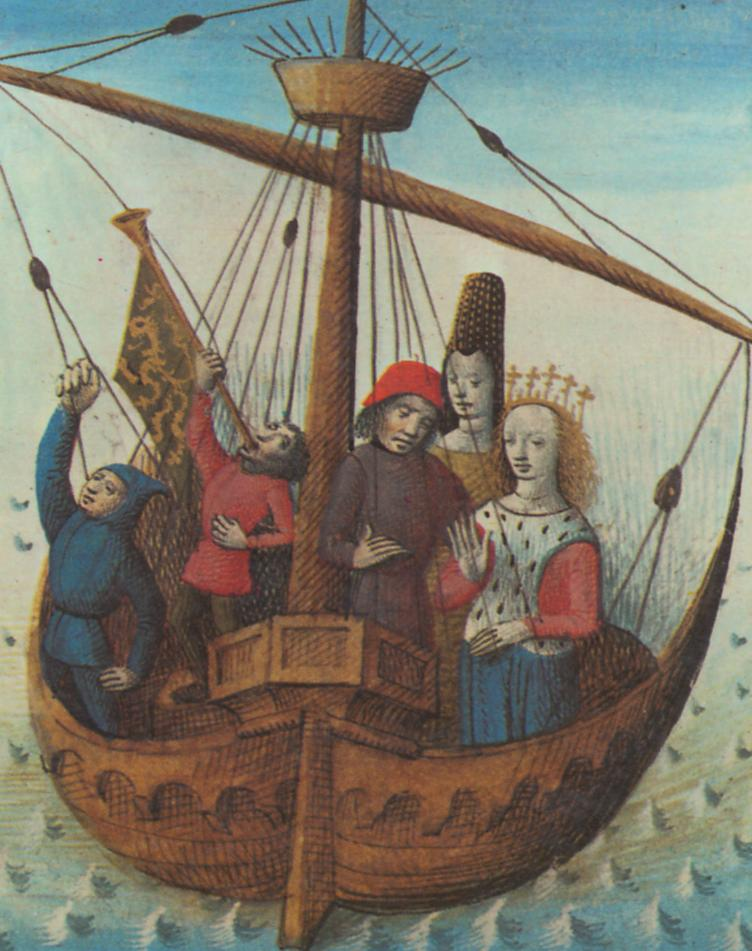
Tristano e Isotta in una miniatura francese del XV secolo di Évrard d'Espinques.

#### Francesi
Nel XII secolo nascono diversi romanzi che raccontano la storia di Tristano e Isotta; molti sono andati perduti: è il caso di un romanzo che avrebbe scritto Chrétien de Troyes, come si legge nel prologo del Cligès. Degli altri testi si conservano solo frammenti, dei quali i più antichi sono in antico francese:
- Il più antico romanzo, detto della "versione comune", è opera di Béroul;[2] scritto probabilmente verso il 1170 o poco dopo, ci è pervenuto acefalo e mutilo della parte finale. Il romanzo di Béroul si caratterizza come romanzo dell'ambiguità: gli amanti ricorrono continuamente ad astuzie e inganni per potersi incontrare, ma i loro nemici sono presentati come odiosi dal momento che ricorrono agli stessi mezzi per causare la loro perdita. A essere oggetto di condanna è soprattutto l'amore, la passione; il poeta prende infatti le difese dei due amanti, senza però chiarirne del tutto l'innocenza: emblematica la scena dell'ordalia, che in Tommaso è sancita dal giudizio divino (il ferro incandescente non brucia Isotta), ma che in Béroul rimane sospeso. È l'amore il vero colpevole, laddove gli amanti sono soggiogati a esso e lo subiscono più che praticarlo: a essi è fornito quasi un alibi nel filtro magico che li ha resi prigionieri.
- Tra il 1172 e il 1175, Tommaso d'Inghilterra[2] scrive a sua volta un romanzo, anch'esso pervenutoci frammentario, detto della "versione cortese" per la profondità dell'analisi psicologica dei personaggi. C'è da notare tuttavia che la materia stessa del mito di Tristano e Isotta lo rende difficile da collocarsi nel filone della tradizione cortese. A questa dottrina si possono comunque ricondurre alcuni elementi tipici di questa versione, come il filtro che non dura più tre soli anni come in Béroul, ma è eterno, diventando simbolo stesso dell'amore; la soppressione di alcune scene spinte o che porrebbero gli amanti in una situazione umiliante e ridicolizzante; in generale l'amore non viene più visto come sovversivo, ma sembra quasi, anzi, appianare tutte le difficoltà (si è già parlato della vita idilliaca che gli innamorati conducono nella foresta). L'ultima frase del romanzo ricorda tuttavia come non ci si debba fidare dell'amore, che rimane comunque una passione mortale.
- Due manoscritti[6] del tardo XII-inizio XIII secolo raccontano un episodio in cui Tristano si traveste da pazzo per rivedere Isotta: la Folie Tristan di Berna viene in genere collegata alla versione di Béroul, mentre la Folie Tristan di Oxford viene collegata a quella di Tommaso. In generale c'è un forte legame tra amore e follia e tra amore e malattia nelle varie versioni: spesso Tristano si traveste da pazzo oppure da lebbroso (simbolo della lussuria); il pazzo suscita allo stesso tempo paura e orrore (è considerato un mostro) e fascino (lo si crede in contatto con forze soprannaturali). Entrambi i testi giocano sul contrasto tra apparenza e realtà, e sull'alternanza di comico e lamentoso; in entrambi Tristano con giochi di parole raggira il re Marco ma fatica a farsi riconoscere da Isotta.
- Maria di Francia[3] racconta a sua volta un episodio tratto dal romanzo, in una novella in versi intitolata Lai du Chèvrefeuille ("lai del caprifoglio") e scritta tra 1160 e 1189. Esso è centrato su un simbolo, quello del caprifoglio, che, legandosi al nocciolo, rappresenta l'amore indissolubile, felice e doloroso allo stesso tempo. Tristano è rappresentato come l'autore del lai, mettendone quindi in risalto la personalità artistica oltre che amorosa (cfr. Orfeo) e sottolineando l'importanza dell'arte, unico rimedio contro il tempo.
- Altri episodi sono presenti nel Donnei des Amanz, romanzo anglo-normanno del XIII secolo, come quello detto del Tristan rossignol ("usignolo"),[7] dove Tristano imita appunto l'usignolo per avvertire Isotta della sua presenza.
- Allo stesso modo, nella Continuation de Perceval di Gerbert de Montreuil, scritta all'incirca attorno al 1230, si trova l'episodio detto del Tristan ménestrel[7] in cui Tristano si traveste da menestrello per raggiungere l'amata.
- Al XIII secolo risale l'enorme romanzo di Tristano in prosa,[5] intitolato L'Histoire de Monseigneur Tristan (Storia di monsignor Tristano) di un certo Luce de Gat e tradotto poi in numerose lingue: esso rielabora probabilmente una quantità di versioni diverse e riporta anche altre leggende. Un compilatore dal nome di Hélie de Boron riprende poi il testo riallacciandolo alla storia del Graal, cui aggiunge un albero genealogico di Tristano tra i cui antenati sarebbe Giuseppe di Arimatea.
- Altri testi, come il Romanzo di Jaufré (anonimo, XIII secolo), fanno evolvere il personaggio di Tristano facendolo diventare un cavaliere della Tavola Rotonda alla corte di re Artù.

#### Tedesche

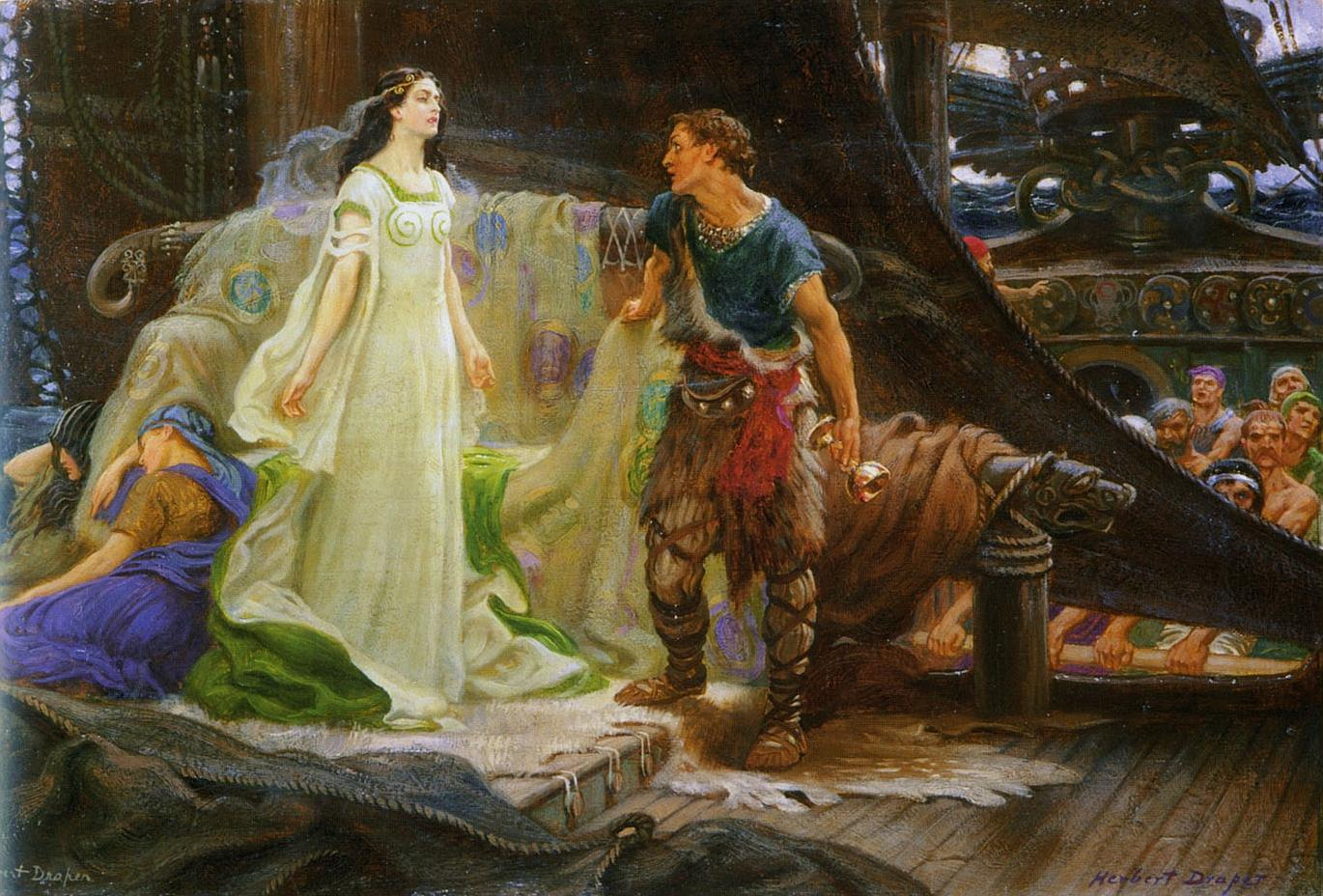
Tristano e Isotta in un dipinto di Herbert James Draper (1901).

I testi francesi riscossero immediatamente un grandissimo successo e furono ben presto tradotti in altre lingue; in tedesco soprattutto:
- Béroul fu tradotto da Eilhart von Oberg attorno al 1180, nel romanzo tedesco Tristrant[8] che traccia una biografia dell'eroe. Questo romanzo fu a sua volta tradotto in lingua ceca nel XIV secolo, con il titolo di Tristram Welikyrék, che censura tuttavia i brani più spinti.
- Tommaso d'Inghilterra è tradotto invece da Goffredo di Strasburgo[9] tra il 1200 e il 1220, in un romanzo incompiuto dalla sottile caratterizzazione dei personaggi; esempio sublime di poesia in antico tedesco, esso celebra l'amore come la quintessenza di ogni cosa, umana e divina, onnipotente e fatale. Tale romanzo fu poi ripreso da Ulrich von Türheim nel 1235 e da Heinrich von Freiberg negli anni 1285-1290,[9] che però si basarono per terminarlo sulla versione di Eilhart.
- Anche in tedesco conserviamo narrazioni di brevi episodi estrapolati dalla leggenda, come la novella in versi Tristan als Mönch del 1250, nella quale appunto Tristano si traveste da monaco.
- Dello stesso periodo è un frammento tratto dal romanzo di Tommaso, proveniente dalla bassa Franconia.

#### Norrene e islandesi
- La fonte oggi più completa che ci permetta di ricostruire la storia è una versione molto fedele di Tommaso, in norvegese, fatta da Frate Roberto nel 1226, la Tristrams saga ok Isöndar.[2]
- Da questa saga sono state tratte numerose ballate norrene o islandesi, alcune anche parodistiche come la Saga af Tristram ok Isold.
- Norrena è anche una versione del Lai di Maria di Francia, il Geiterlauf del 1250.

#### Inglesi
- Dall'area inglese proviene invece un'altra traduzione di Tommaso, il Sir Tristrem del XIII secolo, contemporaneamente romanzo e ballata.[10]
- Del 1470 circa è la Morte d'Athur di Thomas Malory,[11] summa degli ideali cavallereschi in cui la storia di Tristano, cavaliere esemplare, è narrata nel Book of Sir Tristram de Lyones.

#### Italiane
Entrata in Italia attraverso il romanzo del Tristano in prosa (di cui venticinque manoscritti su ottanta provengono appunto dalla penisola), la leggenda conosce numerose rielaborazioni italiane:
- Rustichello da Pisa compone attorno al 1272-1274 il Meliadus (altro nome del padre di Tristano) in francese antico, florilegio di exempla tratti dalle gesta dei cavalieri di re Artù, riprendendone alcuni appunto dal Tristano in prosa.
- Molte traduzioni vengono eseguite soprattutto in Veneto e Toscana, quali il Tristano Riccardiano[12] del tardo XIII secolo, il Tristano Panciatichiano, il Tristano Corsiniano,[13] il Tristano Veneto[14] (questi ultimi due in lingua veneta) ecc. Il Tristano Riccardiano in particolare è la più antica traduzione in italiano di un romanzo cavalleresco tratto dal ciclo bretone, e fu eseguita in lingua umbro-aretina; esso influenzò poi le altre rielaborazioni, come soprattutto la Tavola Ritonda (o Istoria de Tristano)[15] della prima metà del XIV secolo, che si ispira anche all'opera di Rustichello e alle fonti francesi.

(Descrizione di Isotta nella Tavola Ritonda)
- Conserviamo anche numerosi cantari ispirati alla leggenda,[16] quali Tristano e Lancielotto al Petrone di Merlino, Ultime imprese e morte di Tristano, Vendetta di Tristano, il Cantare della morte (XIV secolo), oltre a un frammento dallo Zibaldone da Canal.[17]
- Il Novellino riprende il celebre episodio di Tristano e Isotta spiati da re Marco, probabilmente da Béroul ed Eilhart, ma conservando anche elementi tipici di Tommaso. Tale episodio viene parodiato da Boccaccio in una novella del Decameron, quella di Lodovico e Beatrice,[18] anche se si notano influenze del mito anche in altri passi dell'opera e nel Teseida.
- Del XV secolo sono invece due poemetti attribuiti a Giovanni de Cignardi.
- In latino è un frammento in esametri del preumanista padovano Lovato Lovati, conservato nella Miscellanea Laurenziana di Boccaccio.

#### Spagnole
Dall'Italia il mito arriva anche in Spagna, forse attraverso il Tristano Riccardiano:
- Sue traduzioni sembrano essere El Cuento de Tristàn de Léonis del XIV-XV secolo e il Libro del muy esforçado cavallero Don Tristàn de Leonís del XVI secolo.
- Da essi deriva anche una ballata, la Herida està don Tristàn.

#### Altre
Merita di essere citata, anche se profondamente diversa, la ballata Tristram e Isin che ancora oggi sopravvive nelle isole Fær Øer.

### Ulteriori riprese nella letteratura

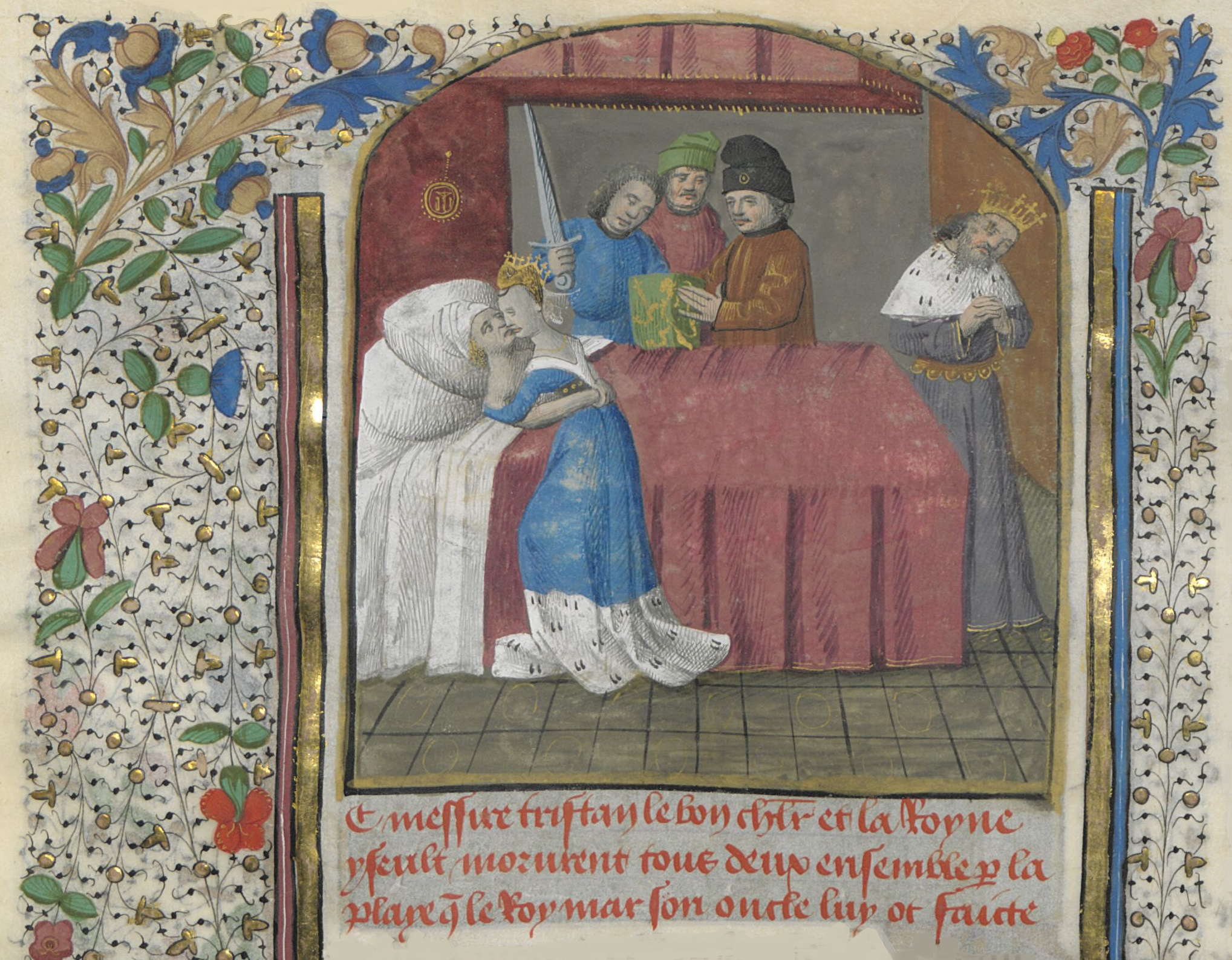
La morte di Tristano e Isotta in una miniatura del XV secolo.

Il mito di Tristano e Isotta è spesso ripreso nei poeti provenzali e francesi — come, per fare un solo esempio, nella famosa canzone Can vei la lauzeta mover di Bernard de Ventadorn — dove Tristano incarna il martire per amore o l'amante cortese ideale, oppure serve a nobilitare l'autore mediante un paragone — come in Heinrik von Veldeke o nel primo testo italiano che ne faccia menzione, un'elegia di Arrigo da Settimello, entrambi del XII secolo. Tristano viene citato anche da Dante Alighieri tra i lussuriosi che si trovano nel secondo cerchio dell'Inferno, nel quinto canto della Divina Commedia, in numerosi testi della Scuola siciliana (Giacomo da Lentini, Re Giovanni...) e nei Trionfi di Francesco Petrarca, dove gli amanti sono condannati per aver ceduto all'amore. In Germania lo nomina Bernberg von Horheim (XIII secolo), in Inghilterra Geoffrey Chaucer.
Nel XIV secolo si trovano allusioni sparse alle vicende tristaniane, per esempio in Bruzio Visconti, Francesco di Vannozzo, Stoppa de' Bostichi, nell'Intelligenza, in Fazio degli Uberti. Nel XV secolo compaiono alcuni cantari su questo tema (La battaglia de Tristan e Lancellotto e della Reina Isotta, L'innamoramento di messer Tristano e madonna Isotta), perlopiù di qualità mediocre. Con l'avvento della stampa, si tenta anche un adattamento del mito al gusto rinascimentale, come la compilazione di Jean Maugin del 1554 o il Tristan di Pierre Sala (1525-1529), il poema cavalleresco Innamoramento di messer Tristano e di madonna Isotta di Niccolò degli Agostini (1520). In Germania il poeta Hans Sachs inizia un dramma intitolato Tristran mit Isalde (1553), ma non lo porta a compimento. Ad interessarsi in maniera particolare al mito è, però, il Romanticismo, che lo vede come simbolo della indissolubilità di bellezza e morte, come per esempio nel Tristan di August von Platen-Hallermünde (1826). Walter Scott pubblica per la prima volta il poema in medio inglese, che lo influenza poi largamente nei suoi romanzi; Tristan è anche il titolo di un frammento scritto da August Wilhelm Schlegel nel 1800, e così pure di uno di Friedrich Rückert del 1839; Karl Immermann progetta un poema epico nel 1840, ma muore prima di portarlo a termine.
Citiamo poi la tragedia Tristano e Isotta di Friedrich Roeber del 1845, il Tristan di Hermann Lingg del 1854, un altro poema epico, intitolato Tristans Eltern (I genitori di Tristano), di Adolf Ludwig Follen e uscito postumo nel 1857, un'altra tragedia di Joseph von Weilen del 1860, intitolata Tristan. Inglesi sono i poemi Tristam and Iseult di Matthew Arnold (1853), Idilli del re (Idylls of the King) di Alfred Tennyson (1885), Tristram of Lyonesse di Algernon Swinburne (1882). Di nuovo tedeschi i drammi Tristano e Isotta di Ludwig Schneegans (1898) e Tantris der Narr (Il folle Tristano) di Ernst Hardt (1907), il romanzo Tristano e Isotta di Will Vesper (1911), il poema epico Das Tristan Lied (Il canto di Tristano) di Max Geißler. Nel 1902 Thomas Mann pubblica Tristano, romanzo breve che si riallaccia al mito di Tristano e Isotta.
In Italia Giovanni Berchet traduce una ballata sul tema, mentre Giacomo Leopardi assume Tristano come interlocutore di una delle Operette morali (1832); Gabriele D'Annunzio rievoca la vicenda dei due amanti ne Il trionfo della morte (1894).

## Le influenze

### Gli studi sul mito

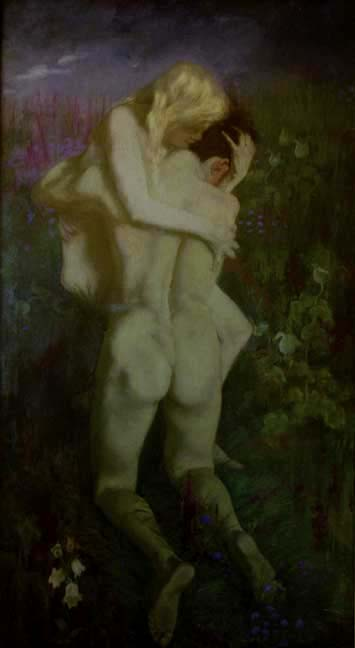
Tristan and Isolde, di Anna Costenoble (1900).

Nonostante sia stato stampato fin dal XVI secolo, il Tristano in prosa conobbe otto edizioni (dal 1498 al 1544), in quei secoli il mito rimane essenzialmente un fenomeno di erudizione; esso riscuote davvero interesse solo durante il Romanticismo, che — come già visto^ — vede in esso il simbolo dell'amore eterno, irrazionale e aspirante all'infinito. Veri e propri studi filologici del mito iniziano nel XX secolo, quando si tenta di ricostruirne un archetipo probabilmente inesistente: una Estoire (il termine è di Gertrude Schoepperle, che la daterebbe alla seconda metà del XII secolo) che fosse già esistente e definita prima delle trascrizioni che ci sono pervenute, le quali ciascuna a suo modo riprenderebbero dalla leggenda madre aspetti o motivi. È su queste basi che Joseph Bédier ha attuato una riscrittura che tenta di risalire alla sostanza originale del mito, ne Il romanzo di Tristano e Isotta, comprendendo in esso tutti i motivi e temi presenti nei vari testi. Ma più recentemente i critici preferiscono pensare che esistessero invece diverse tradizioni della leggenda, come sembrano provare i molteplici riferimenti, a diverse fonti, che fanno i primi poeti.
Molta attenzione è stata data negli ultimi anni — conformemente al progredire degli studi che si fondano meno sulla ricerca delle origini quanto su un'analisi approfondita di temi, strutture e formule — alla struttura del mito, nel quale si individuano elementi fiabeschi^, influenze antiche^ o orientaleggianti (arabe in particolare: per esempio si riscontrano temi simili in una leggenda anteriore, dell'XI secolo, nella storia persiana di Vis e Rāmin).
Parallelamente ci si concentra sui significati del mito e si cerca di fornirne un'interpretazione^: è del 1939 il saggio di Denis de Rougemont L'amore e l'Occidente, che vede in esso la rappresentazione della concezione dell'amore che domina nel mondo occidentale: secondo lui, amore infelice e adulterio si combinano con un potente desiderio di morte, rimanendo uno dei leitmotiv della letteratura europea.

### Influenze nell'arte
Le testimonianze artistiche del successo riscosso dal mito sono numerosissime e si possono classificare generalmente in tre tipi.
- Da una parte ci sono gli oggetti di uso domestico, che spesso raffigurano scene della vicenda, specialmente su oggetti destinati a un uso in qualche modo attinente alla sfera amorosa: portagioie e astucci in legno o avorio, custodie e contenitori di cuoio, pettini, attrezzi per la scrittura, pantofole, calici, saliere ecc. Il più antico di questi oggetti è un astuccio per gioielli, fatto in avorio, anteriore all'anno 1200 e proveniente da Colonia.
- In secondo luogo citiamo i manoscritti che riportano la vicenda, tra cui, specialmente per il Tristano in prosa,[5] si conservano sontuosi codici del periodo 1340-1500 contenenti notevoli miniature. Dopo l'invenzione della stampa compaiono ancora libri degni di nota, illustrati con xilografie o incisioni.
- Infine ci sono gli oggetti più propriamente artistici, come, in periodo medievale, arazzi, o in anni più recenti dipinti o altro. Arazzi che raffigurano gli amori di Tristano e Isotta sono numerosissimi: il più antico è un frammento del primo XIV secolo; altri pure molto antichi risalgono alla seconda metà del XIV secolo, spesso provenienti da monasteri. All'epoca medievale risalgono anche delle piastrelle (circa 1270) o dei copriletto ricamati, due dei quali, le coperte Guicciardini, provengono dalla Sicilia e risalgono al 1395; ci sono poi le decorazioni di castelli e palazzi, come gli affreschi di Castel Roncolo (BZ) o il soffitto ligneo del palazzo Chiaramonte-Steri a Palermo, entrambi dello stesso periodo. In epoca moderna il mito ha ispirato i pittori preraffaelliti, come Aubrey Beardsley che illustrò una edizione della Morte d'Arthur di Thomas Malory, oppure Dante Gabriel Rossetti nel Sir Tristano e la bella Isotta bevono la pozione d'amore (1867); citiamo infine Julius Schnorr von Carosfeld (La pozione d'amore di Tristano e Isotta), Melchior Lechter (Tristano e Isotta, 1896), Ford Madox Ford (La morte di Sir Tristano) e le vetrate del Dunlop Windows (William Morris, 1862).

Temi preferiti delle opere iconografiche sono la scena del verziere (che tra l'altro compare in un modiglione della cattedrale di Chester, 1380, o nell'Hôtel de Jacques Cœur a Bourges, 1443-1450) o il filtro d'amore, oppure le imprese di Tristano.

### Influenze nella musica
Una delle estampie (composizione strumentale per danza) più famose in riferimento a tale mito è il Lamento di Tristano. Inoltre Hermann Kurz scrisse alcune romanze nel 1844, intitolate Tristano e Isotta. Ma il vero punto di svolta nella trasmissione visiva, oltre che in generale in tutta la ricezione posteriore della leggenda, è il dramma che ne trasse Richard Wagner nel 1859, rappresentata per la prima volta a Monaco di Baviera nel 1865 e intitolata Tristano e Isotta: Wagner interpreta a modo suo il mito rielaborando spunti anche dal Romanticismo (in particolare da Schopenhauer) o dal Buddismo, ed eliminando dalla vicenda ogni elemento non strettamente indispensabile; nel dramma gli amanti aspirano alla notte, unica amica nella quale il loro amore possa dispiegarsi, cosicché l'amore stesso diventa un'aspirazione alla notte, alla morte.
Altre riprese del mito sono l'oratorio Il vino speziato di Frank Martin (1942), la partitura per orchestra di Hans Werner Henze (1973), il mistero La follia di Tristano di Armin Schibler (1981), oltre ad alcuni balletti (Tristano pazzo su musica di Wagner e con costumi disegnati da Salvador Dalí, del 1944; Tristano del 1965, con musiche di Boris Blacher e coreografia di Tatjana Gsovsky) e ai Tristano e Isotta di Gillian Whitehead (1978) e di Timothy Porter (1980).
Anche il gruppo power metal tedesco Blind Guardian ha scritto una canzone, intitolata The Maiden and the Minstrel Knight (La fanciulla e il cavaliere menestrello) e inserita nell'album A Night at the Opera, che narra il mito di Tristano e Isotta.
Il gruppo heavy metal tedesco Grave Digger ha scritto la canzone Tristan's Fate, inserita nell'album Excalibur.
Inoltre il cantautore inglese Patrick Wolf ha scritto in onore della storia Tristan, singolo estratto dall'album Wind in the Wires del 2003.

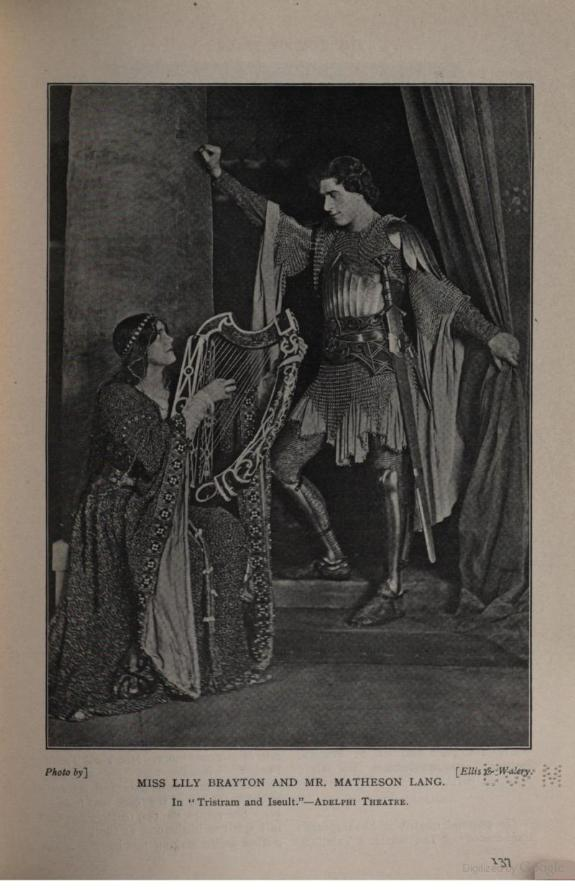
Matheson Lang (Tristano) e miss Lily Brayton (Isotta) in una pièce teatrale del 1906–'07

## Filmografia
| Anno | Film                | Regia            | Note               |
| ---- | ------------------- | ---------------- | ------------------ |
| 1911 | Tristano e Isolda   | Ugo Falena       |                    |
| 1911 | Tristano e Isotta   | Albert Capellani |                    |
| 1920 | Tristano e Isotta   | Maurice Mariaud  |                    |
| 1972 | Tristan e Isotta    | Yvan Lagrange    |                    |
| 1998 | Il cuore e la spada | Fabrizio Costa   | Fiction televisiva |
| 2002 | Tristan et Iseut    | Thierry Schiel   |                    |
| 2006 | Tristano & Isotta   | Kevin Reynolds   |                    |

### Influenze nel cinema
Dei molti film ispirati al mito, citiamo:
- Raoul Walsh, Tristana e la maschera (Sadie Thompson, 1928)
- Jean Delannoy, L'eterno ritorno (L'Éternel Retour, adattamento di Jean Cocteau, 1943)
- François Truffaut, La signora della porta accanto (La femme d'à côté, 1981)
- Tom Donovan, Lovespell (1981)
- Veith von Fürstenberg, Fire and Sword (1982)

## Romanzi
Numerosi sono anche i romanzi e le opere di fantasia, negli ultimi anni, che riprendono il tema allontanandosene o rimanendovi fedeli:
- Catherine Hermary-Vieille, Le Rivage des adieux, Paris, Éditions Pygmalion, 1990.
- Yann Brekilien, Iseult et Tristan, Monaco, Éditions du Rocher, 2001.